# Jüdische Gemeinde Augny
Eine Jüdische Gemeinde in Augny, einer französischen Gemeinde im Département Moselle in Lothringen, entstand im 18. Jahrhundert.

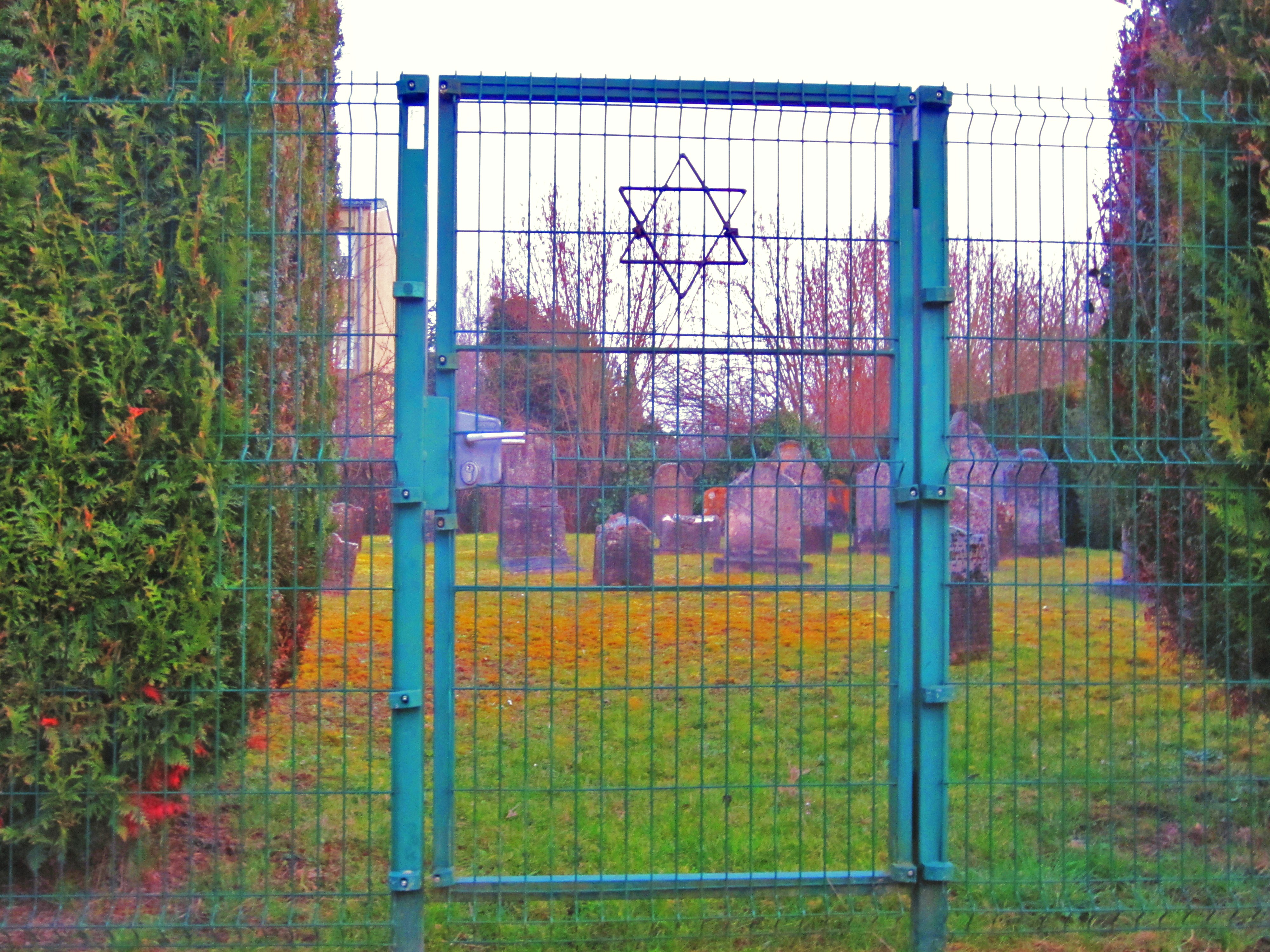
Eingang zum jüdischen Friedhof in Augny

## Geschichte
Bereits 1792 wurden in Augny 83 jüdische Bewohner gezählt, die folgende Familiennamen hatten: Cahen, Cain, Créhange, Hautvillers, Isaac und Vittely. Die jüdische Gemeinde gehörte seit 1808 zum Consistoire Metz.
Eine Synagoge stand an der heutigen Adresse 10/12 rue de Fey, die 1924 aufgegeben und in der Folgezeit abgerissen wurde.

## Friedhof
Der jüdische Friedhof in  Augny befindet sich in der Nähe der Kirche. Die Inschriften auf den Grabsteinen sind von der Witterung nahezu unlesbar geworden.

## Ministres officiants
- 1817 bis 1831: Abraham Lévy
- 1880 bis 1901: Cahen